# Zantedeschia
Genre
Classification phylogénétique

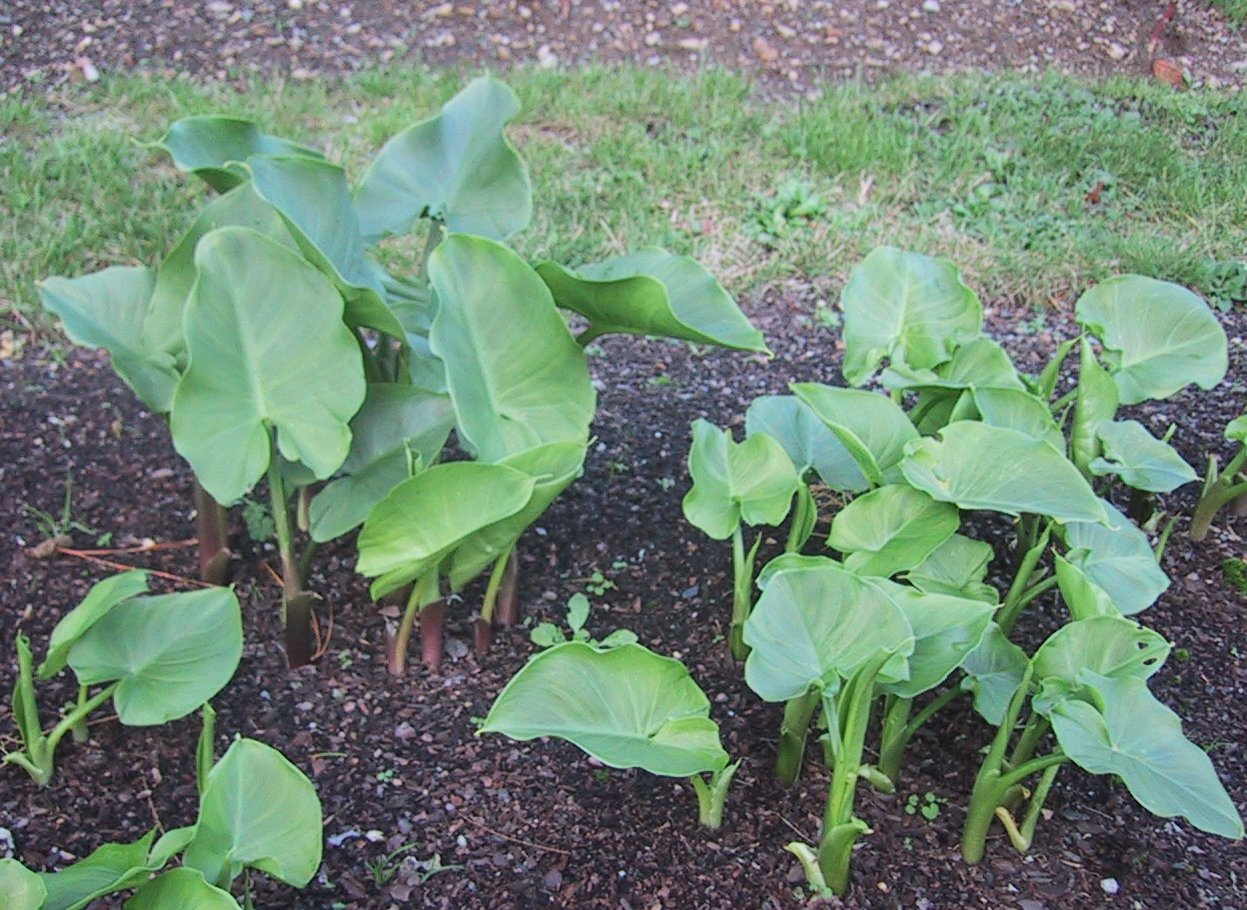
Zantedeschia aethiopica

Le genre botanique Zantedeschia regroupe huit espèces originaires d'Afrique appartenant à la famille des Araceae. L'espèce la plus connue est Zantedeschia aethiopica, fréquemment cultivée pour les décorations d’église et les bouquets de mariée, plus connue sous les noms impropres de calla ou d'arum.
Le nom scientifique du genre lui a été attribué par le botaniste allemand Sprengel en l'honneur de Giovanni Zantedeschi (1773-1846), botaniste et médecin italien originaire de Vérone.
Comme les autres Araceae, les plantes de ce genre  sont remarquables par leur inflorescence, un spadice entouré d'une grande spathe décorative aux couleurs variant selon les espèces et les cultivars.

## Multiplication
Dans sa terre d'origine, la plante se propage par les graines ingérées par les oiseaux qui les disséminent sur de longues distances.
Pour les Zantedeschia de culture, la solution la plus rapide pour obtenir une nouvelle plante est la division de la souche. La multiplication se fait aussi aisément par prélèvement des rejets.
Zantedeschia est une plante ornementale avec une forte demande commerciale de plantes en pot et fleurs coupées. Les techniques traditionnelles de multiplication ne sont pas en mesure d'assurer l'introduction rapide de nouveaux hybrides sur le marché. Ainsi la culture in vitro est un outil intéressant pour l'obtention de nouvelles variétés avec une large gamme de couleurs.

## Quelques espèces
- Zantedeschia aethiopica (L.) Spreng. - calla des fleuristes (spathe blanche)
- Zantedeschia albomaculata (Hook.) Baill. - (spathe blanc jaunâtre, feuille maculée de blanc)
- Zantedeschia elliottiana (spathe jaune)
- Zantedeschia pentlandii (spathe jaune)
- Zantedeschia rehmannii (spathe rose violacé)

Zantedeschia aethiopica est moyennement rustique. Les autres espèces, notamment Zantedeschia ellottiana, Zantedeschia rehmannii et leurs hybrides et sélections en diverses couleurs (jaune, orange, rose et vineux), ne sont pas rustiques et doivent être dès lors traités comme plantes d’orangerie.